# أسامة سلوادي
أسامة سلوادي هو مصور صحفي فلسطيني وموثّق للتراث الفلسطيني وقاصّ بصري، ولد في رام الله في 14/شباط 1973. بدأ حياته المهنية عام 1991. أثناء الانتفاضة الفلسطينية الأولى حيث واجه الكثير من الصعوبات والمخاطر التي تواجه كل من يعمل في التصوير الصحفي في مناطق الصراعات.
في 7 تشرين الأول عام 2006، تعرض أسامة لإصابة خطيرة حيث أصيب برصاصة طائشة خلال مسيرة وسط مدينة رام الله، أدت لإصابته بشلل نصفي في الأطراف السفلى. حاز أسامة ألقاباً من وحي عمله في توثيق التراث الفلسطيني منها عين فلسطين وموثق التراث الفلسطيني.

## عمله
في التاسعة عشرة من عمره بدأ العمل مع العديد من المؤسسات الصحفية المحلية ثم انتقل إلى العمل مع وكالة الصحافة الفرنسية لمدة أربع سنوات، من ثم انتقل للعمل مع وكالة رويترز العالمية لمدة تزيد عن خمس سنوات، ومن ثم كمصور رئيسي في الأراضي الفلسطينية لصالح وكالة جاما الفرنسية وفي العام 2004 أسس وكالة أبولو وهي أول وكالة تصوير فلسطينية. في عام 2009 أسس مجلة وميض ورأس تحريرها. كما عمل مستشار لمؤسسة ياسر عرفات 2008-20015 لبناء نظام أرشفة الصور.
يشارك أسامة في تحكيم العديد من جوائز التصوير منها «مسابقة عيون الشباب على طريق الحرير»، التي نظّمتها منظمة الأمم المتحدة للتربية والعلوم والثقافة اليونسكو، ومسابقة ويكي تهوى المعالم التي نظمتها مجموعة ويكيميديا ليفانت كجزء من المسابقة العالمية عامي 2017 و2018. 

بالإضافة للتصوير الإخباري عمل أسامة سلوادي على توثيق الحياة اليومية للشعب الفلسطيني من خلال العديد من القصص والمشاريع التوثيقية المصورة، حيث اتجه أسامة نحو مشروع لتوثيق التراث الفلسطيني بالصورة والاهتمام بالتاريخ المصور للشعب الفلسطيني، ويتكون المشروع من عشرة أجزاء.

## أعماله وكتبه
صدر للسلوادي أحد عشر كتاباً وهي:
- «المرأة الفلسطينية عطاء وإبداع» سنة 1999
- «ها نحن» سنة 2005
- كتاب «فلسطين... كيف الحال» سنة 2008.
- كتاب «الحصار» سنة 2008
- كتاب «القدس» سنة 2010، يوثق الحياة في مدينة القدس
- كتاب «ملكات الحرير».[3] سنة 2012، يوثق الأزياء الفلسطينية التقليدية.
- كتاب «بوح الحجارة»[4] سنة 2014، يوثق التراث المعماري الفلسطيني.
- كتاب «الختيار» سنة 2014 يتضمن صور بورتريه للرئيس الراحل ياسر عرفات.
- كتاب «أرض الورد»، توثيق بصري للأزهار البرية في فلسطين.[5]
- كتاب «زينة الكنعانيات»،[6] توثيق بصري للحلي والمجوهرات الفلسطينية التقليدية. يقع الكتاب في 180 صفحة من القطع الكبير يضم صورا ملونة لنساء فلسطينيات يرتدين هذه الحلي وصوراَ أخرى لمجموعة من الحجب والتعويذات الفلسطينية التي استخدمت في القرن التاسع عشر وبداية القرن العشرين.[7]
- كتاب «رام الله.. الصورة.. الحكاية»، ويوثّق الحياة في مدينة رام الله بالصور على مدى ربع قرن. صدر الكتاب عن بلدية رام الله عام 2018.

نُشرت صور السلوادي في كبريات الصحف والمجلات العالمية خلال فترة عمله مثل مجلة ناشيونال جيوغرافيك ومجلة التايم ونيوزويك. كما أقام السلوادي العديد من المعارض محلياً وعالمياً حيث عرض في فلسطين والأردن ومصر والإمارات العربية المتحدة وإيطاليا والولايات المتحدة الأمريكية وفرنسا.

## تغطيات مهمة
- جزء من الانتفاضة الأولى 1989-1995.
- إنشاء السلطة الفلسطينية ودخول القوات الفلسطينية إلى مدن في الضفة الغربية عام 1995.
- دخول الرئيس الراحل ياسر عرفات لمدن الضفة الغربية بعد اتفاقية أوسلو عام 1995.
- أول انتخابات فلسطينية عام 1996.
- انتفاضة النفق عام 1996.
- مشروع توثيق الحياة البدوية الفلسطينية من عام 1997 حتى عام 2000
- مشروع توثيق التراث الفلسطيني من عام 1997 حتى الوقت الحاضر.
- اجتياح الاحتلال الإسرائيلي لمدينة رام الله عام 2002.
- حصار الرئيس الفلسطيني ياسر عرفات في عام 2004- 2002.
- انتفاضة الأقصى (الانتفاضة الثانية) 2000-2005.
- مرض وجنازة الرئيس الفلسطيني ياسر عرفات في عام 2004.
- الانتخابات الرئاسية الفلسطينية وتولي الرئيس محمود عباس مقاليد الحكم 2005.
- الانتخابات التشريعية في عام 2006 وفوز حركة حماس.
- مشروع التوثيق البصري للتراث الفلسطيني

## التكريمات والجوائز
حصل أسامة على العديد من شهادات التقدير والميداليات والتكريمات منها:
- 1996 - شهادة تقدير من وزراة الثقافة الفلسطينية لتغطية أحداث انتفاضة النفق.
- 1999 - المركز الثاني في مهرجان التصوير الدولي في العراق.
- 2000 - تكريم من قبل نقابة الصحفيين الفلسطينيين.
- 2010 - تكريم من قبل مهرجان الجزيرة الدولي للأفلام الوثائقية
- 2012 - الميدالية الذهبية للاستحقاق والتميز من الرئيس الفلسطيني محمود عباس.
- 2014 - تكريم من اتحاد كتاب وأدباء فلسطين واللجنة الوطنية للتربية والثقافة والعلوم ومُنح لقب «عين فلسطين»
- 2017 تكريم من مهرجان أولادنا في القاهرة

## وصلات خارجية
- الموقع الرسمي